# Karatai Khan
Karatai Khan fou kan de l'Horda Petita Kazakh, fill de Nurali Khan i germà de Bukey Khan.
Es va presentar com a candidat a l'elecció de Khan del 1797 però no fou elegit, ja que el seu rival Aichuvak Khan tenia el suport rus. Després del 1801 l'Horda Petita es va descompondre. Aichuvak va abdicar el 1805 en el seu fill Jantuira Khan; aquest no es va poder imposar i Karatai es va proclamar kan amb suport del seu germà Bukey de l'Horda Interior, i el 1809 va matar Jantuira però no fou reconegut més que pels clans del sud i finalment el 1812 els russos van proclamar Shirgazy Khan, germà de Jantiura, però van donar també el títol de kan a Bukey, dirigint l'Horda Interior. No s'esmenta la data de la seva mort.